# Manolita Saval
Manolita Saval (Manolita Saval Ballester) era atriz e cantora. (Paris França, 5 de fevereiro de 1914 - Cidade do México,23 de Agosto de 2001 ).

## Biografia
Nascida em Paris filha de pais espanhois, seu nome de nascimento era 'Juana María Saval'.
Era mãe do ator Manuel Saval e sobrinha do cantor de ópera espanhol Vicente Ballester Aparício.
Manolita graduou-se como pianista no Consevatório de Valência, na Espanha. Estudou canto, dramatização, dança, guitarra e acordeón.
Iniciou sua carreira artística interpretando a ópera "Marina" na cidade de Valência. Ficou conhecida em toda a América Latina, consolidando-se como cantora lírica. Em 1938, na Argentina, foi convidada pelo jalicense José Mojica, que era mexicano, para participar do filme "El capitan aventurero", que marcaria a estréia de ambos no cinema mexicano. Foi para o México, onde se radicou. Além do cinema, Manolita ingressou também nas Companhias de Teatro. Na década de 1950, estudou no Teatro das Artes na escola Seki Sano. Em 1960, iniciou seu trabalho na televisão, em telenovelas.
Seu último trabalho na televisão foi na telenovela "El Abuelo y yo" (Vovô e eu) em 1992, que foi exibida no Brasil pelo SBT.
No dia 22 de agosto de 2001, a atriz deu entrada no Hospital Santelena após sofrer um ataque cardíaco, após trombose. Vítima de parada cardíaca, Manolita Saval faleceu no dia seguinte 23 de agosto, aos 87 anos de idade, na Cidade do México. Seus restos mortais descansam no Panteón Espanhol da Cidade do México.

## Filmografia
- "Abuelo y yo, El" (Vovô e eu) (1992) Telenovela
- "Muchachitas" (1991) Telenovela
- "Vivir enamorada" (1982) Telenovela

La guerra de los pasteles (1978)
… aka War of the Pastries (1978)
El ministro y yo (1976)
… aka The minister and me (1976) (USA)
- "La hiena" (1973) Telenovela
- "El padre Guernica" (1968) Telenovela

Santa (1968)
- "La casa de las fieras" (1967) Telenovela
- "La duda" (1967) Telenovela

Esta noche no (1966)
- "Divorciadas" (1961) Telenovela
- "Un amor en la sombra" (1960) Telenovela

Dos criados malcriados (1960)
Arrabalera (1951)
Hijos de la mala vida (1949)
Fantasía ranchera (1947)
Por un amor (1946)
La culpable (1944)
Amores de ayer (1944)
El capitán Malacara (1944)
Los miserables (1943) .... Cosette
… aka Les miserables (1943)
María Eugenia (1942)
El baisano Jalil (1942)
Virgen de medianoche (1941)
… aka El imperio del Hampa]] (1941) (México)
Pobre diablo (1940)
El capitán aventurero (1938) .... Carmina
… aka The adventurous captain (1938) (USA)
… aka Don Gil de Alcalá (1938) (México)

## Obras de teatro
- "Papacito piernas largas"
- "Gigi"
- "Una dama sin camelias"
- "Romeo y Julieta"
- "Tartufo o el impostor"
- "Clotilde en su casa"
- "Ring… ring… llama el amor"
- "La criada malcriada"
- "Atentado al pudor"
- "Trampas para un amor"